# Hemilepistus
Genre
Hemilepistus est un genre de cloportes de la famille des Agnaridae.

## Liste des espèces
Selon World Register of Marine Species (15 janv. 2012) :
- Hemilepistus aphganicus Borutzkii, 1958
- Hemilepistus crenulatus (Pallas, 1771)
- Hemilepistus cristatus (Budde-Lund, 1879)
- Hemilepistus elongatus (Brandt, 1880)
- Hemilepistus fedtschenkoi (Uljanin, 1875)
- Hemilepistus heptneri Borutzkii, 1945
- Hemilepistus klugii (Brandt, 1833)
- Hemilepistus magnus Borutzkii, 1945
- Hemilepistus nodosus Budde-Lund, 1885
- Hemilepistus reaumuri (Audouin, 1826)
- Hemilepistus reductus Borutzkii, 1945
- Hemilepistus rhinoceros Borutzkii, 1958
- Hemilepistus ruderalis (Pallas, 1771)
- Hemilepistus schirasi Lincoln, 1970
- Hemilepistus zachvatkini Verhoeff, 1930